# یوکیماسا ناکامورا
یوکیماسا ناکامورا (انگلیسی: Yukimasa Nakamura؛ زادهٔ ۲۸ اوت ۱۹۷۲) جودوکار اهل ژاپن بود.